# Ṛ
Cette page contient des caractères spéciaux ou non latins. S’ils s’affichent mal (▯, ?, etc.), consultez la page d’aide Unicode.
Ṛ (minuscule : ṛ), appelé R point souscrit, est un graphème utilisé dans l’écriture du  baka, du ndogo, du kabyle, du morokodo, du rifain, du tachelhit, du tamazight du Maroc central, et dans certaines romanisations ALA-LC, GENUNG et BGN/PCGN.
Il s'agit de la lettre R diacritée d'un point souscrit.

## Utilisation
Le r point souscrit ‹ ṛ › est utilisé dans la transcription de l’arabe maghrébin, en particulier certains parlers arabes tunisiens, pour transcrire un r emphatique, c’est-à-dire une consonne battue alvéolaire voisée pharyngalisée [ɾˤ]. Il est utilisé dans l’orthographe pour les dialectes maghrebins, utilisant l’alphabet latin, proposée par Emad Adela et Houcemeddine Turki en 2016.

## Représentations informatiques
Le R point souscrit peut être représenté avec les caractères Unicode suivants :
- précomposé (Latin étendu additionnel)[3] :

| formes    | représentations | chaînes de caractères | points de code | descriptions                             |
| --------- | --------------- | --------------------- | -------------- | ---------------------------------------- |
| capitale  | Ṛ               | Ṛ                     | U+1E5A         | lettre majuscule latine r point souscrit |
| minuscule | ṛ               | ṛ                     | U+1E5B         | lettre minuscule latine r point souscrit |

- décomposé (latin de base, diacritiques) :

| formes    | représentations | chaînes de caractères | points de code | descriptions                                         |
| --------- | --------------- | --------------------- | -------------- | ---------------------------------------------------- |
| capitale  | Ṛ               | R◌̣                    | U+0052 U+0323  | lettre majuscule latine r diacritique point souscrit |
| minuscule | ṛ               | r◌̣                    | U+0072 U+0323  | lettre minuscule latine r diacritique point souscrit |